# Gymnothorax kidako
Gymnothorax kidako es una especie de pez de la familia de los morénidas en el orden de los Anguilliformes.

## Morfología
Los machos pueden llegar a alcanzar los 91,5 cm de longitud total.

## Distribución geográfica
Se encuentra al sur del Japón, Taiwán, las Filipinas y Hawái.